# Tomy Tutor

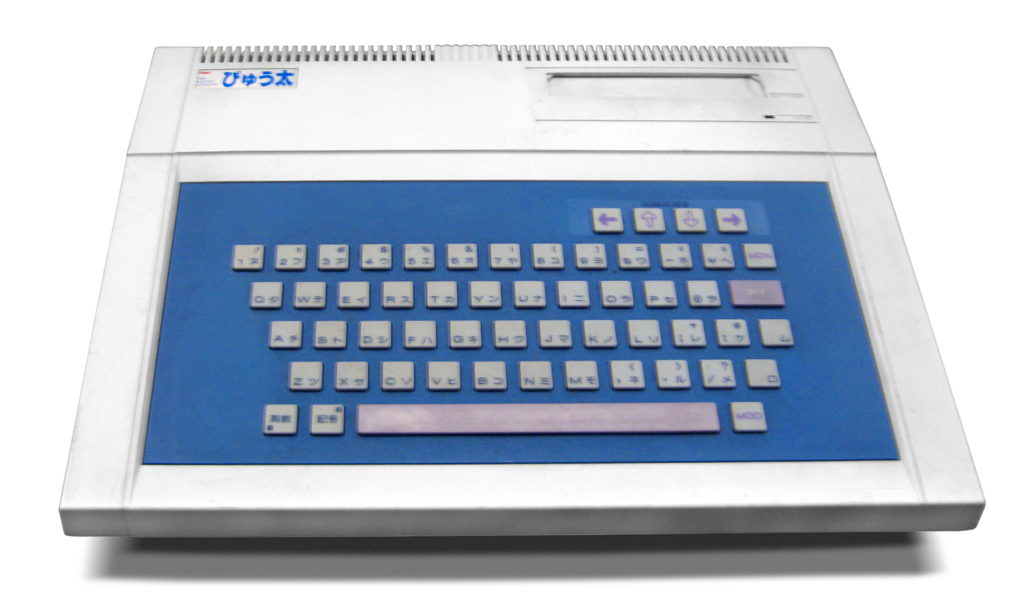
Japanse versie van de Tutor.

De Tomy Tutor, origineel in Japan verkocht als Pyūta (ぴゅう太) en in het Verenigd Koninkrijk als Grandstand Tutor, is een homecomputer die ontwikkeld werd door de Japanse speelgoedfabrikant Tomy. De machine was vergelijkbaar in ontwerp met de Texas Instruments TI-99/4A, en maakte gebruik van een vergelijkbare 16-bit processor. De computer werd op de Europese markt uitgegeven aan het einde van 1983. Buiten Japan verkocht hij echter niet goed.

## Geschiedenis
De computer werd geproduceerd door Matsushita en kwam in 1982 in Japan uit onder de naam Tomy Pyūta.
Tomy beschreef de Tutor, met 16K RAM, als goed voor spellen en educatie. Het bedrijf beweerde dat de instructies zo goed waren dat een achtjarig kind het apparaat kon gebruiken zonder ouderlijk toezicht.
Een van de grootste problemen van de Tutor was niet de hardware, maar de marketing: de Tutor werd aangekondigd als een kindercomputer, terwijl het in feite een goedkopere en betere versie van de TI-99/4A, met een vergelijkbare 16-bit processor was (de TMS 9995 was nauw verbonden met de TMS 9990 van de TI-99/4); de rest van de competitie in die prijsklasse gebruikte nog 8-bit microprocessors.
De Tutor verkocht niet goed in vergelijking met de ZX Spectrum in het Verenigd Koninkrijk en de Commodore 64 in andere landen. De computer werd al snel uit de schappen gehaald en vervangen door de Tomy Tutor MK II met een standaard mechanisch toetsenbord in plaats van het originele "Chiclet"-toetsenbord. Het nieuwe model werd echter alleen in Japan verkocht en had zelfs daar maar een korte levensduur.
De Pyūta Jr. was een console-versie van de Pyūta, die alleen verkocht werd in Japan.

## Gelijkenissen met de TI-99/4A
Delen van het besturingssysteem en de BASIC-code zijn vergelijkbaar met de 99/8. Volgens Barry Boone (een programmeur van de TI-99/4A), gebruikt Tutor's ingebouwde BASIC dezelfde tokens van één byte als de uitgebreide BASIC van TI. Ook zitten veel van de memory scratchpads op dezelfde plek als in de TI-99/4A en de TI-99/8.